# Samouraï sans honneur
Pour plus de détails, voir Fiche technique et Distribution.
Samouraï sans honneur (丹下左膳 飛燕居合斬り, Tange Sazen: Hien iaigiri) est un film japonais réalisé par Hideo Gosha, sorti en 1966.

## Synopsis
Samanosuke est un samouraï du Clan Sōma, il est chargé de tuer un espion du shogunat qui se révèle être le fiancé de son amie d'enfance Hagino. Il exécute sa mission par fidélité pour son clan mais ce dernier le trahit. Attaqué, mutilé, il est laissé pour mort.
Devenu rōnin, il récupère mais une longue cicatrice barre désormais son visage et il a perdu un œil et son bras droit. Prenant une nouvelle identité en tant que Tange Sazen, il se retrouve en possession d'une urne volée appartenant au clan Yagyū. L'urne est censée contenir les instructions menant au trésor caché d'une valeur d'un million de ryō qui doit permettre au clan Yagyū de ne pas connaître la ruine et la dissolution. En effet, c'est dans le but de s'accaparer leur territoire que Guraku le conseiller du shogun a manœuvré pour leur confier la très coûteuse restauration du sanctuaire Nikkō Tōshō-gū.
Tous convoitent l'urne, les hommes de mains de Guraku, les samouraïs du clan Yagyū, la belle Ofuji, le voleur Yokichi. Mais le cynique Tange Sazen a ses propres motivations et n'entend pas la céder à qui que ce soit.

## Fiche technique
Sauf indication contraire, les informations mentionnées dans cette section peuvent être confirmées par la base de données cinématographiques IMDb,  présente dans la section « Liens externes ».
- Titre original : 丹下左膳 飛燕居合斬り (Tange Sazen: Hien iaigiri?)
- Titre français : Samouraï sans honneur
- Réalisation : Hideo Gosha
- Scénario : Hideo Gosha et Kei Tasaka (ja), adapté du roman Shinpan ōoka seidan (新版大岡政談?) de Hayashi Fubō
- Direction artistique : Ryūji Tsukamoto
- Photographie : Sadaji Yoshida
- Montage : Kōzō Horiike
- Musique : Toshiaki Tsushima (ja)
- Société de production : Tōei
- Pays de production : Japon
- Langue originale : japonais
- Format : noir et blanc - 2,35:1 - 35 mm - son mono
- Genre : action, aventure, drame
- Durée : 91 minutes[1]
- Date de sortie :
  - Japon : 21 mai 1966[1]

## Distribution
- Kinnosuke Nakamura : Samanosuke / Tange Sazen
- Tetsurō Tanba : le seigneur Tsushima Yagyū
- Keiko Awaji : Ofuji
- Takuya Fujioka (ja) : Yokichi
- Isao Kimura : Genzaburō Yagyū
- Wakaba Irie : Hagino
- Seizaburō Kawazu (ja) : Guraku, le conseiller du shogun
- Bin Amatsu (ja) : Taiken, un homme de main de Guraku
- Kyōichi Satō (ja) : Ikkaku, un homme de main de Guraku
- Minoru Hodaka (ja) : le shogun Tokugawa Yoshimune
- Ryūtarō Ōtomo : le magistrat Ōoka Echizen
- Yoshinobu Kaneko (ja) : Yasu, le garçon
- Kinji Nakamura (ja) : Tamaru, un samouraï du clan Yagyū
- Kensaku Haruji : Ippūsai, le vieux sage  du clan Yagyū
- Kiyoshi Hitomi (ja) : Dorogame, un voleur
- Auto Yokoyama : Kuma, un voleur

## Autour du film
De nombreux acteurs ont incarné le personnage de Tange Sazen au cinéma dont Denjirō Ōkōchi, Kanjūrō Arashi et Tsumasaburō Bandō, mais aussi Ryūtarō Ōtomo et Tetsurō Tanba qui apparaissent tous deux dans Samouraï sans honneur, le premier dans le personnage du magistrat Ōoka Echizen et le second dans celui du daimyo du clan Yagyū.